# La delgada línea amarilla
La delgada línea amarilla és una pel·lícula mexicana dramàtica del 2015 dirigida per Celso R. García. Va ser una de les catorze pel·lícules preseleccionades per Mèxic per als Premis Oscar de 2015 com a Millor Pel·lícula Estrangera, però finalment fou nominada 600 millas.

## Sinopsi
Es contracten cinc homes per pintar la línia central groga d’una carretera que uneix dues ciutats mexicanes. Han de completar més de 200 quilòmetres en menys de 15 dies. Els cinc són homes solitaris i s'han reunit per casualitat en aquesta obra. S'enfronten a reptes que canviaran la seva vida per sempre.

## Repartiment
- Damián Alcázar - Toño
- Joaquín Cosio - Gabriel
- Silverio Palacios - Atayde
- Gustavo Sánchez Parra - Mario
- Américo Hollander - Pablo
- Fernando Becerril - Enginyer

## Recepció
Al lloc web agregador de ressenyes Rotten Tomatoes, la pel·lícula té una qualificació d’aprovació del 89%, basada en 9 ressenyes, i una qualificació mitjana del 7/10.

## Premis i nominacions
Fou estrenada al Festival Internacional de Cinema de Guadalajara. Va tenir més reconeixement fora que dins de Mèxic. En la LVIII edició dels Premis Ariel va tenir 14 nominacions però no va guanyar cap premi. però en la 46a edició de les Diosas de Plata va tenir nou nominacions i cinc premis (millor direcció, pel·lícula, coactuació masculina, edició i guió). En canvi, a la XXII Mostra de Cinema Llatinoamericà de Catalunya va guanyar el premi al millor llargmetratge i el premi del públic. Al Festival Internacional de Cinema de Mont-real de 2015 va guanyar el premi Zenith d'or i bronze i el premi Glauber Rocha i al Festival Internacional de Cinema de Gijón va guanyar el Gran Premi Asturias a la millor pel·lícula, el premi al millor guió i el premi especial del jurat.